# Szydłów
Szydłów è un comune rurale polacco del distretto di Staszów, nel voivodato della Santacroce.
Ricopre una superficie di 107,53 km² e nel 2004 contava 4 949 abitanti.